# Roadium
| ❮ | System  | Serie       | Stufe         | ≈ Alter (mya) |
| - | ------- | ----------- | ------------- | ------------- |
| ❮ | später  | später      | später        | jünger        |
| ❮ | P e r m | Lopingium   | Changhsingium | 251,9 ⬍ 254,2 |
| ❮ | P e r m | Lopingium   | Wuchiapingium | 254,2 ⬍ 259,9 |
| ❮ | P e r m | Guadalupium | Capitanium    | 259,9 ⬍ 265,1 |
| ❮ | P e r m | Guadalupium | Wordium       | 265,1 ⬍ 268,8 |
| ❮ | P e r m | Guadalupium | Roadium       | 268,8 ⬍ 272,3 |
| ❮ | P e r m | Cisuralium  | Kungurium     | 272,3 ⬍ 279,3 |
| ❮ | P e r m | Cisuralium  | Artinskium    | 279,3 ⬍ 290,1 |
| ❮ | P e r m | Cisuralium  | Sakmarium     | 290,1 ⬍ 295,5 |
| ❮ | P e r m | Cisuralium  | Asselium      | 295,5 ⬍ 298,9 |
| ❮ | früher  | früher      | früher        | älter         |

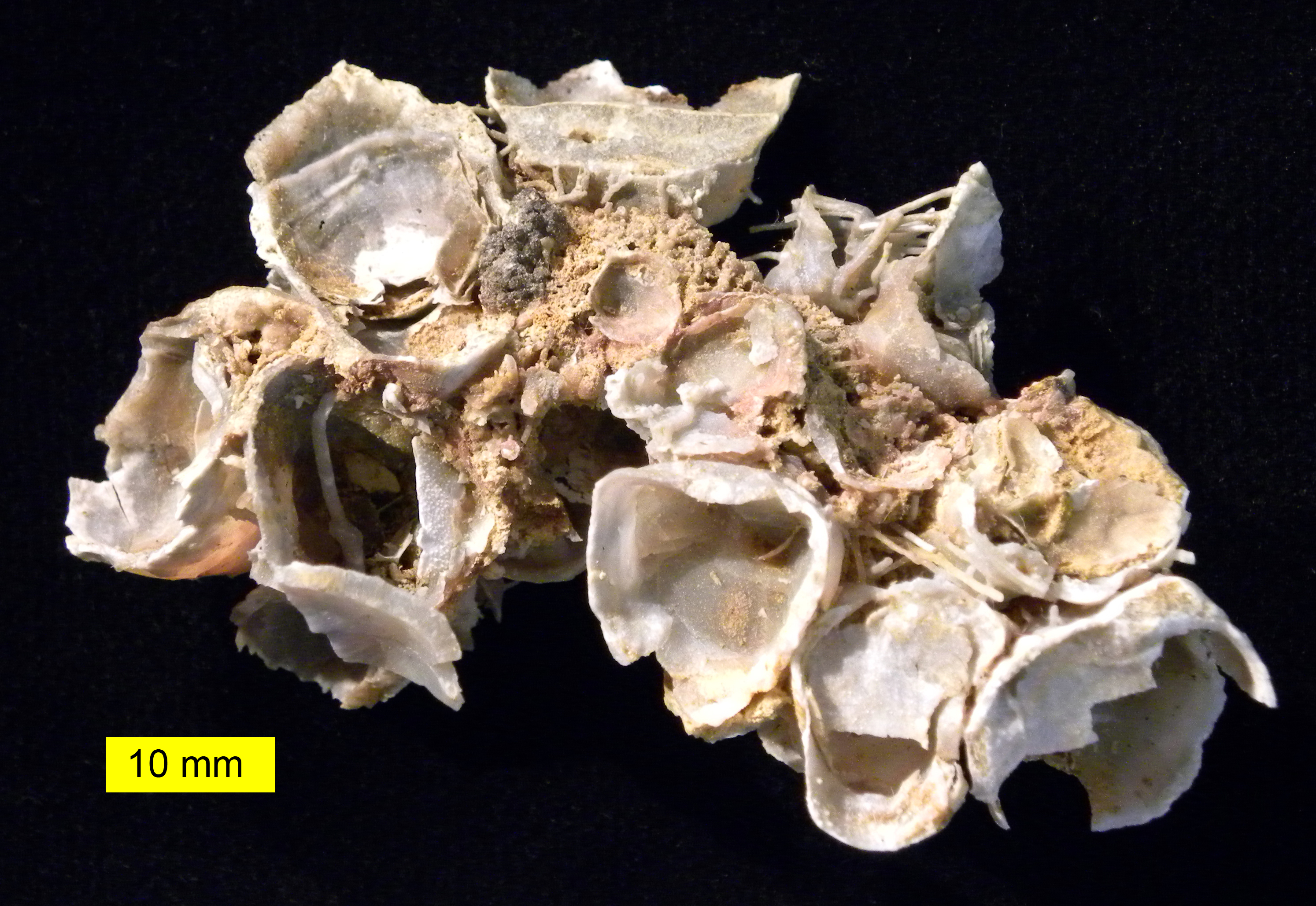
Hercosestria cribrosa.

Das Roadium ist die untere chronostratigraphische Stufe (bzw. Alter in der Geochronologie) des Mittelperm bzw. der Guadalupium-Serie. In absoluten Zahlen ausgedrückt reicht die Stufe von etwa 272,3 Millionen Jahren bis etwa 268,8 Millionen Jahren. Das Roadium folgt auf das Kungurium und wird vom Wordium überlagert.

## Namensgebung und Geschichte
Walter William Nassichuk stellte 1964 fest, dass zwischen dem Wordium und dem russischen Artinskium eine weitere Stufe ausgeschieden werden kann. William Madison Furnish und Brian F. Glenister führten dann 1968 das Roadium als basale chronostratigraphische Unterstufe ihrer, damals noch regionalen Stufe des Guadalupiums ein. Sie ist nach der basalen Einheit der Word-Formation, dem Road Canyon Member benannt, dessen Typlokalität im Brewster County (Texas) liegt. 2001 wurde das Roadium als globale chronostratigraphische Stufe von der IUGS ratifiziert.

## Definition und GSSP
Die Basis des Roadiums ist definiert durch das Erstauftreten der Conodonten-Art Jinogondolella nanginkensis. Die Stufe endet mit dem Erstauftreten der Conodonten-Art Jinogondolella aserrata. Das Referenzprofil (GSSP) des Roadiums liegt im Stratotype Canyon in den südlichen Guadalupe Mountains in Texas, USA (31° 52' 36,1" N, 104° 52' 36,5" W).